# مليليت

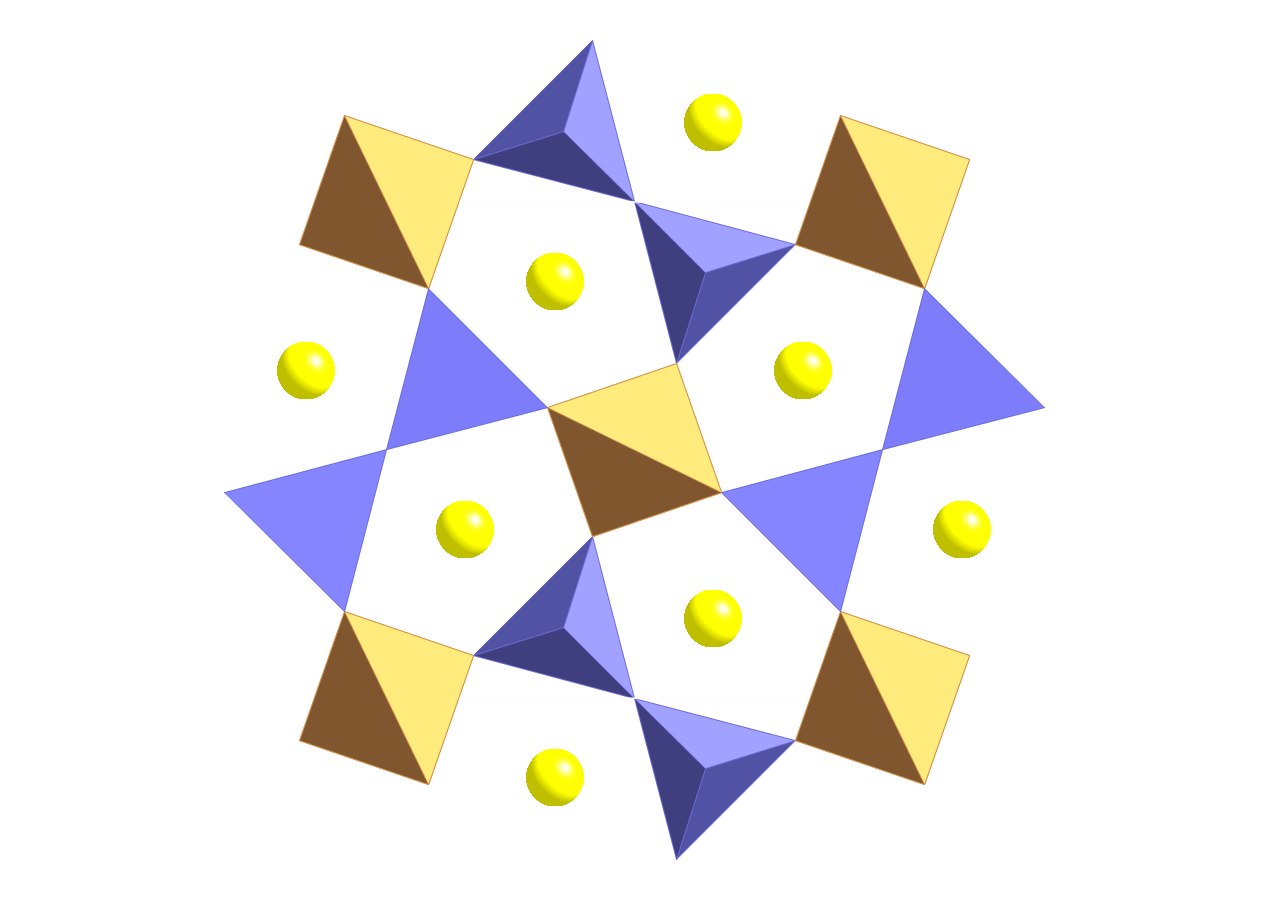
منظر لأسفل على صفائح هيكل مليليت A _{2} B (T _{2} O _{7).} المواقع A عبارة عن مجالات صفراء ، والمواقع B عبارة عن مواقع رباعية السطوح برتقالية شاحبة ، والمواقع T عبارة عن رباعي السطوح أزرق. توجد ذرات الأكسجين (غير معروضة) في زوايا رباعي السطوح.

يشير ميليليت إلى معدن من مجموعة الميليليت. معادن المجموعة عبارة عن حلول صلبة للعديد من الأعضاء النهائيين، وأهمها جيلينايت و åkermanite . الصيغة المعممة للميليليت العادي هي (Ca ، Na) 2 (Al ، Mg ، Fe 2+) [(Al ، Si) Si O 7 ]. تم اكتشافه عام 1793 بالقرب من روما، ولونه بني مائل إلى الصفرة. الاسم مشتق من الكلمات اليونانية ميلي (μέλι) «عسل» و lithos (λίθους) «حجر». يشير الاسم إلى مجموعة من المعادن (مجموعة الميلليت) ذات تركيبة كيميائية متشابهة، دائمًا ما تكون المعادن في سلسلة åkermanite-gehlenite.
معادن مجموعة الميليليت هي سوروسيليكات. لديهم نفس البنية الأساسية، للصيغة العامة A 2 B (T 2 O 7). يتكون هيكل الميليليت من أزواج من T O 4 المنصهر، حيث قد يكون T هو Si ، Al ، B ، في شكل ربطة عنق. عند مشاركة زاوية واحدة، تكون صيغة الزوج هي T 2 O 7 . ترتبط هذه الأربطة ببعضها البعض في صفائح بواسطة الكاتيونات B. يتم تثبيت الأوراق معًا بواسطة الكاتيونات A ، وهي الأكثر شيوعًا الكالسيوم والصوديوم. قد يستقر الألمنيوم على موقع T أو B.
المعادن مع هيكل مليليت قد تظهر الانقسام موازية ل (001) بلورات الاتجاهات، وقد تظهر أضعف انشقاق عمودي على ذلك في: {110} اتجاهات. والميليليت هو عبارة عن: رباعي الزوايا.
الأعضاء النهائيين المهمين للميليليت الشائع هما: åkermanite  وجيلينايت. وتحتوي العديد من الميليليت أيضًا على قدر لا بأس به من الحديد والصوديوم.
بعض التراكيب الأخرى ذات الهيكل الميليليت تشمل: (alumoåkermanite)، أوكاياماليت، gugiaite  ، هارديستونيت، باريلايت، أندريميريت. تشكلت بعض الهياكل عن طريق استبدال أكسجين واحد بواسطة F أو OH: leucophanite  ، جيفريت  والميليفانيت.
تمت زراعة الأعضاء الجدد في هذه المجموعة المعدنية بشكل مصطنع وتم دراستهم بشكل مكثف نظرًا لخصائصهم متعددة الفيروايك، أي أنهم يظهرون في نفس الوقت الترتيب الكهروضوئي والمغناطيسي في درجات حرارة منخفضة. يؤدي هذا إلى ظهور خصائص بصرية غريبة، على سبيل المثال) ازدواج اللون الاتجاهي العملاق (امتصاص مختلف لأشعة الضوء المضادة للانتشار)  والمضيفات chirality القابلة للتحويل مغناطيسيًا. 

## حوادث
يتم توزيع الميليليت مع التراكيب التي يغلب عليها الأعضاء النهائيين أكرمانيت والجيلينايت على نطاق واسع ولكنه غير شائع. يحدث في الصخور المتحولة والبركانية وفي النيازك.
تحدث الأحداث المتحولة النموذجية في الأحجار الجيرية غير النقية ذات درجة الحرارة العالية. على سبيل المثال، يحدث الميلليت في بعض الأسطح ذات درجات الحرارة العالية.
يوجد الميليليت أيضًا في الصخور النارية غير المشبعة بالسيليكا. يبدو أن بعض هذه الصخور قد تشكلت نتيجة تفاعل الصهارة مع الحجر الجيري. تتبلور الصخور النارية الأخرى التي تحتوي على ميليليت من الصهارة المشتقة من وشاح الأرض ويبدو أنها غير ملوثة بقشرة الأرض. يعد وجود الميليليت مكونًا أساسيًا في بعض الصخور النارية النادرة، مثل الزبرجد الزيتوني. تحتوي الصخور النارية النادرة للغاية على ما يصل إلى 70٪ من الميلليت، إلى جانب معادن مثل البيروكسين والبيروفسكايت.
الميليليت هو أحد مكونات بعض التضمينات الغنية بالكالسيوم والألومنيوم في النيازك الغضروفية. النسب النظيرية للمغنيسيوم وبعض العناصر الأخرى في هذه الادراج لها أهمية كبيرة في استنتاج العمليات التي شكلت النظام الشمسي.
مليليت هو صخرة بركانية تتكون من أكثر من 90٪ مليليت، مع كميات صغيرة من الزبرجد الزيتوني، clinopyroxene ، وperovskite . المكافئ التدخلي هو ميليليتوليت. عندما البيروكسين غائب من الصخر، والمعادن الإكسسوارات والزبرجد الزيتوني، المغنتيت، يوسيت، kalsilite ، سينيت، وperovskite، ويسمى الصخر أحيانا katungite. ومع ذلك، تتجنب مخططات التصنيف الأكثر حداثة مصطلح katungite وتصف الصخور بدلاً من ذلك بأنها (على سبيل المثال) kalsilite-leucite-olivine melilitite ، اعتمادًا على المعادن الإضافية الأكثر وفرة. Alnöite هو مليليت خالي من الزجاج أو feldspathoids مع ميليليت في كتلتها الأرضية.

## روابط خارجية
- Zinner ، E. «استخدام الألومنيوم -26 كساعة لأحداث النظام الشمسي المبكر.» اكتشافات PSR. سبتمبر 2002 تم الوصول إليه في ديسمبر 2007
- الخواص البصرية للـ multiferroics